# Евдокимов, Александр Иванович (стоматолог)
Александр Иванович Евдокимов (26 ноября (8 декабря) 1883 — 1 сентября 1979) — советский учёный-стоматолог и челюстно-лицевой хирург, член-корреспондент АМН СССР (1957), заслуженный деятель науки РСФСР (1956), Герой Социалистического Труда (1963).
Прошёл путь от фельдшера медицинского участка до основателя научной школы стоматологии в СССР. Один из основоположников стоматологии в СССР. Основные работы посвящены патогенезу и лечению пародонтоза, воспалительных процессов челюстно-лицевой области, травматологии и восстановительной хирургии лица и челюстей.
Заместитель директора по научной работе Центрального научно-исследовательского института стоматологии (1963—1968), заведующий кафедрой хирургической стоматологии Московского медицинского стоматологического института (1938—1963).

## Биография
Родился 26 ноября (8 декабря по новому стилю) 1883 года в селе Новая Слободка Щигровского уезда Курской губернии (ныне Курской области) в крестьянской семье. Русский.
Окончив в 1902 году земскую фельдшерскую школу, А. И. Евдокимов работал фельдшером медицинского участка. В 1908 году стал работать в хирургическом отделении Курской губернской больницы. В 1909—1912 годах учился в Московской зубоврачебной школе, после окончания которой остался в ней преподавателем.
В 1914 году поступил на медицинский факультет Юрьевского университета, который окончил в 1919 году уже в Воронеже, куда был эвакуирован университет из-за Первой мировой войны. В 1919 году призван в Красную Армию, участвовал в гражданской войне в должностях старшего полкового, бригадного и дивизионного врача. В 1922 году А. И. Евдокимов был отозван из армии и по предложению наркома здравоохранения РСФСР назначен директором Государственного института стоматологии и одонтологии, которым руководил вплоть до 1930 года.
В 1930—1932 годах А. И. Евдокимов работал заведующим кафедрой стоматологии в Центральном институте усовершенствования врачей, в 1933—1934 годах — в Воронежском медицинском институте, а в 1934—1938 годах — во 2-м Московском медицинском институте. С 1938 года по 1963 год — заведующий кафедрой хирургической стоматологии в Московском медицинском стоматологическом институте.
Одновременно с 1940 года А. И. Евдокимов работал заместителем директора института по научной и учебной работе. Область его научных интересов — пародонтоз, кариес зубов, воспалительные процессы и новообразования челюстно-лицевой области, травмы и восстановительные операции. Проблеме пародонтоза посвящена его докторская диссертация (1940), в которой он сформулировал концепцию патогенеза пародонтоза, впоследствии подтверждённую экспериментальными исследованиями.
В 1943—1950 годах — директор Московского медицинского стоматологического института. Во вновь созданном в 1962 году Центральном НИИ стоматологии с 1963 по 1968 год работал заместителем директора по научной работе.
В 1957 году А. И. Евдокимов был избран членом-корреспондентом АМН СССР.
Указом Президиума Верховного Совета СССР от 18 декабря 1963 года «за большие заслуги в развитии советской медицинской науки и здравоохранения и в связи с восьмидесятилетием со дня рождения» Евдокимову Александру Ивановичу присвоено звание Героя Социалистического Труда с вручением ордена Ленина и золотой медали «Серп и Молот».
Умер 1 сентября 1979 года в Москве. Похоронен на Новодевичьем кладбище (участок № 3).

## Вклад в науку и образование
А. И. Евдокимов внёс большой вклад в изучение проблем хирургической стоматологии, разработал классификацию острых гнойных одонтогенных воспалительных процессов, выделил как отдельную нозологическую форму периостит. Им лично, его коллегами и учениками детально изучены этиология, патогенез, клиника и лечение воспалительных процессов костных и мягких тканей челюстно-лицевой области. Исследовал и описал хирургические способы лечения переломов челюстей (операции наложения проволочного шва, клеевой остеосинтез), новообразования челюстей и слюнных желёз, проблемы восстановительной хирургии челюстно-лицевой области: обосновал хирургическое вмешательство при врождённой расщелине губы, микростоме, а также применение пластической хирургии с помощью филатовского стебля.
А. И. Евдокимов сыграл важную роль в организации стоматологического образования в СССР. По его инициативе в 1932 году созданы кафедра и клиника стоматологии в Воронежском медицинском институте, в 1934 году — стоматологическая клиника во 2-м Московском медицинском институте, а ещё два года спустя, в 1936 году — кафедра и клиника хирургической стоматологии в Московском медицинском стоматологическом институте. Участвовал в разработке планов и программ для стоматологических вузов. Для придания советской стоматологии характера отрасли медицины по его инициативе, в отличие от других европейских стран, в стоматологию была включена челюстно-лицевая хирургия, стоматологи с высшим образованием стали учиться 5 лет, им начали преподаваться дисциплины по программе медицинских вузов.
В области военной стоматологии известна его работа «Организация помощи челюстно-лицевым раненым в эвакогоспиталях Союза СССР» (1942). Советские стоматологи изучали проблемы восстановительной хирургии по его учебнику «Хирургическая стоматология» (1959; 1964, в соавторстве).
Под его руководством защищено 15 докторских и 55 кандидатских диссертаций. А. И. Евдокимов был почётным председателем созданных по его инициативе Всесоюзного и Всероссийского научных обществ стоматологов, почётным членом Московского, Украинского, Болгарского обществ стоматологов, а также Чехословацкого медицинского общества имени Я. Э. Пуркине, более 20 лет был редактором журнала «Стоматология».

## Труды
Опубликовал свыше 150 научных работ, ряда учебников и монографий. Основные работы посвящены патогенезу и лечению пародонтоза, воспалительных процессов челюстно-лицевой области, травматологии и восстановительной хирургии лица и челюстей.
Основные публикации:
- Евдокимов А. И., Мелик-Пашаев Н. М. Топографическая анатомия полости рта / А. И. Евдокимов, Н. М. Мелик-Пашаев. — М.: Госмедиздат, 1930. — 204 с.
- Хирургическая стоматология: Учебник для медицинских стоматологических институтов / А. И. Евдокимов, И. Г. Лукомский, И. М. Старобинский; При участии доцента Г. А. Васильева и профессора М. Б. Фабриканта. — М.: Медгиз, 1950. 2-е изд.

## Награды и звания
Советские государственные награды и звания:
- Герой Социалистического Труда (18 декабря 1963)
- четыре ордена Ленина
- орден Октябрьской Революции
- медали.

Доктор медицинских наук (1940), профессор, заслуженный деятель науки РСФСР (1956).

## Память

Памятник А. И. Евдокимову перед зданием Стоматологического комплекса МГМСУ.

Его именем 27 апреля 2012 года был назван Московский государственный медико-стоматологический университет (МГМСУ), перед зданием стоматологического комплекса МГМСУ (улица Вучетича, 9а) А. И. Евдокимову установлен памятник.
На кафедре госпитальной хирургической стоматологии и челюстно-лицевой хирургии, основателем которой он является, проводятся научные конференции, приуроченные к юбилейным датам жизни А. И. Евдокимова, молодым специалистам читают лекции с демонстрацией видеофильма о его жизни, издаётся литература о его жизненном пути, а также ежегодно весь коллектив кафедры посещает могилу А. И. Евдокимова на Новодевичьем кладбище в день его смерти 1 сентября.